# Recchia ludibriosa
Recchia ludibriosa är en skalbaggsart som beskrevs av Lane 1966. Recchia ludibriosa ingår i släktet Recchia och familjen långhorningar. Inga underarter finns listade i Catalogue of Life.